# Römische Marine

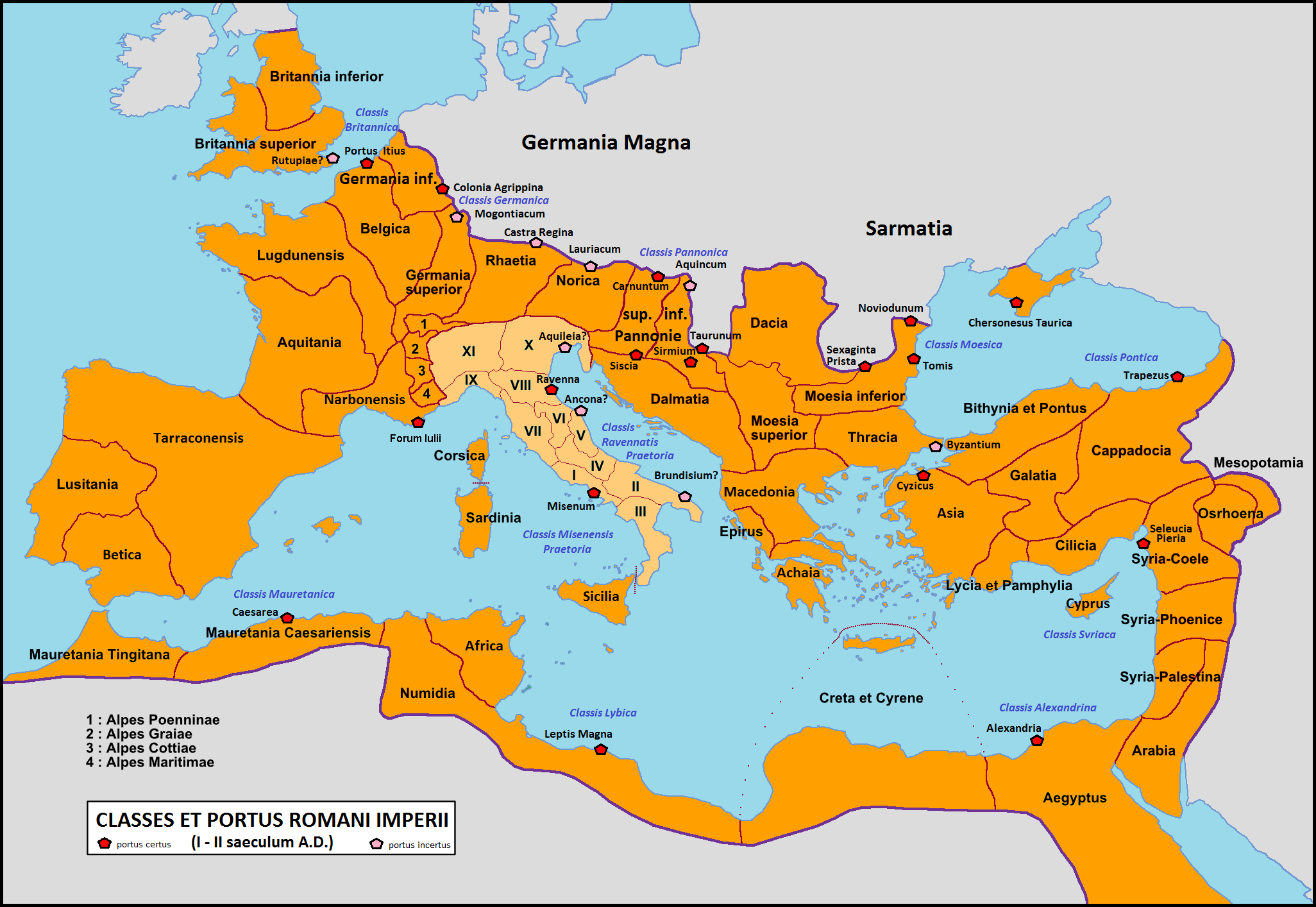
Flottenverbände und Kriegshäfen während des Prinzipats (um 200 n. Chr.)

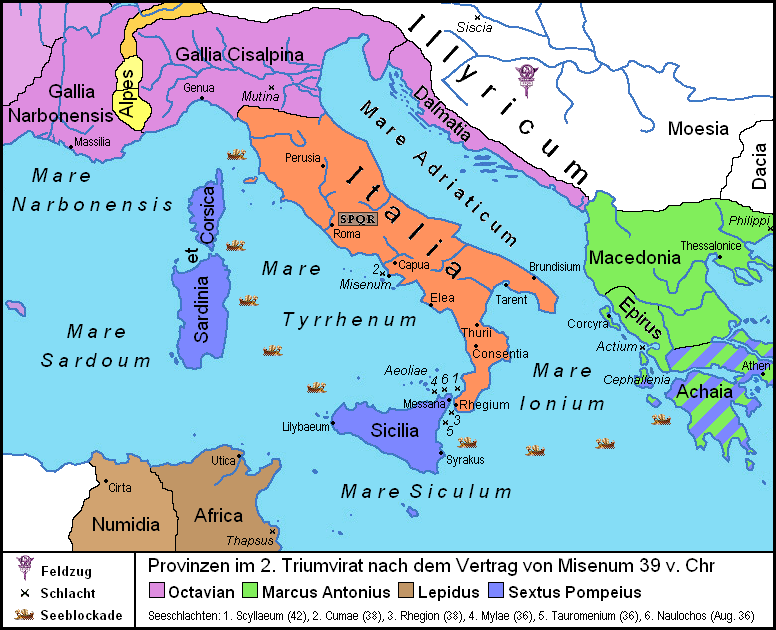
Flottenoperationen und Seeschlachten während des zweiten Triumvirats 43–31 v. Chr.

Als römische Marine oder römische Flotte (lateinisch classis Romana) bezeichnet man die Kriegsflotte der römischen Republik und des Kaiserreichs (ca. 300 v. Chr. bis 650 n. Chr.). Sie stellte neben den Legionen und den Auxiliartruppen die dritte Teilstreitkraft des römischen Militärs dar und setzte sich aus diversen See- und Flussflotten sowie Flottillen einzelner Legionseinheiten und eigenen Marineinfanterieeinheiten zusammen.
Als Besatzung der Schiffe wurden generell Freie bevorzugt. Nur in Ausnahmesituationen wurden auch Sklaven auf die Ruderbänke gesetzt, denen aber meistens vor oder nach ihrem Einsatz die Freiheit geschenkt wurde. Im Gegensatz zur populären Vorstellung von angeketteten Sträflingen, wie sie durch Spielfilme wie Ben Hur verbreitet wurde, war die Galeerenstrafe für verurteilte Verbrecher im Altertum gänzlich unbekannt. Sie trat erst ab dem 15. Jahrhundert insbesondere unter den Anrainerstaaten des Mittelmeerraums auf.

## Organisation

### Grundlegendes
Im Gegensatz zu heute wurden die Seestreitkräfte nicht als eigenständiger Teil des Militärs angesehen, sondern galten als Teil des Landheeres. Die Flotte hatte zu allen Zeiten des römischen Reiches eine vergleichsweise geringe Bedeutung.
Die Organisationsstruktur der römischen Marine lässt sich, vereinfacht gesagt, in drei Teile aufteilen, die beiden strategischen Hauptflotten, die Provinzflotten und die so genannten Flottillen.

### Die Hauptflotten

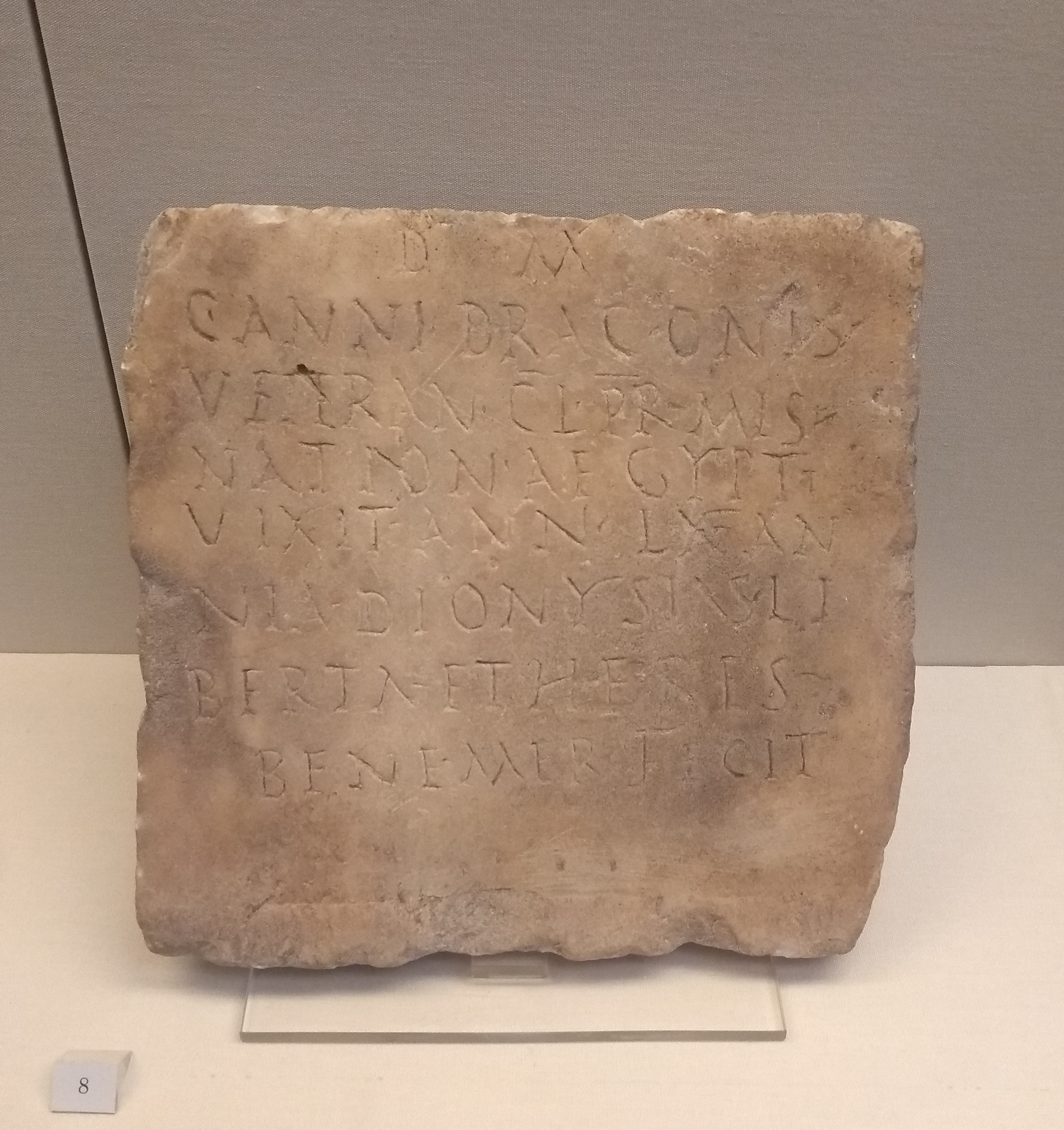
Grabstein des Gaius Annius Draco, eines „Veteranen der prätorianischen Flotte von Misenum, von ägyptischer Herkunft“ („veteran(i) cl(assis) pr(aetoriae) Mis(enensis) nation(e) Aegypt(ius)“)

Die beiden Hauptflotten waren dazu gedacht, das Mittelmeer zu überwachen und vor allem die italienische Küste gegen eventuelle Angreifer abzusichern. Sie wurden jeweils von einem ducenaren Präfekten (das heißt einem Präfekten mit einem jährlichen Gehalt von 200.000 Sesterzen) kommandiert und waren in Misenum im Golf von Neapel beziehungsweise bei Ravenna (Militärhafen von Classe) stationiert. Ein weiterer wichtiger Stützpunkt war Aquileia.
Diese beiden Flotten waren aufgrund der unumschränkten römischen Dominanz im Mittelmeer (mare nostrum) in der frühen und mittleren Kaiserzeit hauptsächlich mit der Bekämpfung von Seeräuberei und Schmugglertum beschäftigt. Politische Bedeutung für Rom hatten aber vor allem die in Misenum stationierten Marineinfanteristen. Da bis Septimius Severus in Italien selbst keine Legionen stationiert sein durften, waren die Marinetruppen (manipulares) die einzige nennenswerte bewaffnete Kraft in der Nähe der Hauptstadt Rom, die im Notfall – neben den Stadtkohorten – ein Gegengewicht zur Kaisergarde, den mächtigen und wankelmütigen Prätorianern, bilden konnte. In der Tat stellte die Infanterie dieser Flotte in Krisenzeiten eine strategische Reserve für die römischen Kaiser dar, auf die sie sich verlassen konnten. Wohl auch aus diesem Grund wurde die Flotte von Misenum durch Vespasian mit dem Beinamen praetoria geehrt, der (entsprechend zur Prätorianergarde) ein besonderes Näheverhältnis zum Kaiser bedeutete. Ein weiteres Betätigungsfeld fanden die Seeleute im Kolosseum, wo sie bei großen Anlässen für das Ausrollen der riesigen Sonnensegel über den Zuschauertribünen eingesetzt wurden. Ab 330 wurden die Stützpunkte der beiden Hauptflotten aufgelöst. Ihre Einheiten wurden nach Konstantinopel verlegt und bildeten später den Grundstock der oströmischen bzw. byzantinischen Flotte.

### Die Provinzflotten
Wichtiger für militärische Operationen waren die in den Provinzen stationierten Flotten: Sie versorgten und transportierten die kämpfenden Einheiten und ermöglichten eine größere Mobilität. Auch in Friedenszeiten stellten sie einen wichtigen Aspekt für die Provinzialen dar, da ein Großteil der öffentlichen Transporte – vor allem die Versorgung mit Getreide – über sie lief. Mit ihrer ständigen Präsenz sicherten die Provinzflotten private Transportunternehmen vor Piraten und begünstigten somit die wirtschaftliche Entwicklung entlang wichtiger Wasserwege wie beispielsweise der Donau. Kaiser Julian verfügte 363 noch über 600 Schiffe auf dem Rhein und 1100 am Euphrat.
Größere Provinzflotten waren:
- die classis Britannica in Britannien, deren Stützpunkte befanden sich vorwiegend im Südosten an der Sachsenküste (Rutupiae, Richborough), aber auch an der gallischen Kanalküste (Gesoriacum, Boulogne) und der Westküste von Cumbria (Alauna, Maryport), in Gallien lagen in der Spätantike nur mehr kleinere Flottenverbände an Rhone, Saône und Seine,
- die classis Germanica, die hauptsächlich an den Küsten der Nordsee und vor allem auf dem Rhein (mit Stützpunkten wie ihrem Hauptquartier Flottenkastell Alteburg) sowie auf dessen Nebenflüssen operierte,
- die classis Pannonica an Donau, Drau und Save, im Osten stand
- die classis Moesica und
- die classis Pontica, die die untere Donau und das Schwarze Meer absicherten, die Mannschaften und Schiffe
- der classis Seleucena unterstanden dem comes Orientis und sicherten den Orontes.

### Die Flottillen
Zuletzt gab es noch die Flottillen, kleine Schiffsverbände, die hauptsächlich auf größeren Binnengewässern eingesetzt wurden. Ab 15 v. Chr. ist etwa eine eigene Flottille auf dem Bodensee (Brigantium) überliefert. Seit dem 4. Jahrhundert wurde aufgrund des steigenden Bedarfes an Sicherung der innereuropäischen Flüsse und Seen die Zahl der Flottillen erhöht; so wurden beispielsweise auf dem Comer See und auf dem Neuenburgersee Flottillen eingerichtet, und der Hafen von Marseille erhielt einen eigenen Kriegsschiffsverband zur Verteidigung. Am zahlreichsten waren die sogenannten barcarii an der Donau.

## Geschichte

### Republik
Vor dem Ersten Punischen Krieg (264 bis 241 v. Chr.) bestand die römische Marine offenbar lediglich aus wenigen Schiffen, die entlang der Meeresküsten und Flüsse Italiens patrouillierten. Zwar konnte man 338 v. Chr. bereits einen bedeutenden Seesieg über Antium erringen, doch als im Konflikt mit Karthago plötzlich der Kampf zu Wasser entscheidend wurde, sahen sich die Römer zunächst fast wehrlos gegen die technologisch viel besser ausgerüsteten und seemännisch erfahreneren Karthager (auch wenn die Quellen die Überlegenheit der Karthager übertrieben haben dürften). Angeblich wurden erst, als das römische Militär einige Kriegsschiffe der Karthager in die Hand bekam, massive Anstrengungen zum Ausbau der Marine nach karthagischem Vorbild unternommen. De facto war wohl eher die Erfahrung der römischen Bundesgenossen im griechisch geprägten Unteritalien ausschlaggebend für den erfolgreichen Ausbau der römischen Marine. Bereits 260 v. Chr. konnte diese in der Seeschlacht von Mylae einen bedeutenden Sieg über die Karthager erringen.
Die Römer entwickelten zudem eine neue Strategie im Seekrieg: Statt die gegnerischen Schiffe mittels Rammstoß zu versenken, übertrugen sie ihre Infanterietaktik auf die See. Mittels einer Enterbrücke, dem corvus, wurden Entermannschaften an Bord der gegnerischen Schiffe gebracht und dort der Kampf durch zahlenmäßige Überlegenheit entschieden. Die antiken Quellen belegen hohe römische Verluste durch Schiffbruch, die sich durch den Aufbau der Enterbrücke erhöhten.
Schließlich sah sich die feindliche Flotte gezwungen, der neuen römischen Taktik zur See nachzugeben. Auch in den beiden späteren Punischen Kriegen spielte die Marine eine wichtige Rolle. Bei anderen Eroberungen, besonders im östlichen Mittelmeerraum, war den Flotten eine herausragende Bedeutung beschieden. Große Teile der römischen Flotte während der Republik wurden von seefahrtgewohnten, vor allem griechischen Bundesgenossen gestellt. Eine wichtige Rolle spielte insbesondere das formal unabhängige Rhodos.

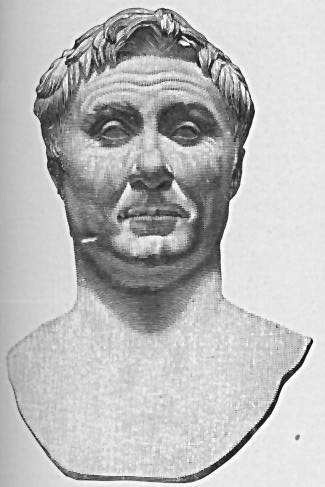
Pompeius

Nachdem das Mittelmeer größtenteils unter römischer Kontrolle stand (später wurde es von den Römern als mare nostrum, „unser Meer“, bezeichnet), blieb den Marinestrategen nichts anderes übrig, als sich auf die wild wuchernde Piraterie zu konzentrieren. Diese stellte vor allem von Kilikien aus eine zunehmende Bedrohung für die römische Wirtschaft dar. Doch als die Piraten von Gnaeus Pompeius Magnus innerhalb weniger Monate in einer systematischen Jagd vom äußersten Westen vor der Küste Hispaniens bis zu ihren Rückzugsgebieten und Bergfesten in Kilikien ausgeschaltet wurden, blieb im Mittelmeerraum zunächst nur noch wenig zu tun.
Vor allem in den Provinzen spielten sich nun die wesentlichen Marineoperationen ab. Insbesondere bei der Eroberung Galliens durch Gaius Iulius Caesar und bei seinen Übergängen nach Britannien und Germanien kam es zu größeren Schiffsoperationen. In der einzigen größeren Seeschlacht besiegte Decimus Brutus im Jahr 56 v. Chr. vor der Küste von Aremorica nördlich der Loire-Mündung die Flotte der Veneter. Noch bemerkenswerter waren aber die beiden Überfahrten nach Britannien 55 und 54 v. Chr. und der Brückenschlag über den Rhein.

### Bürgerkriege

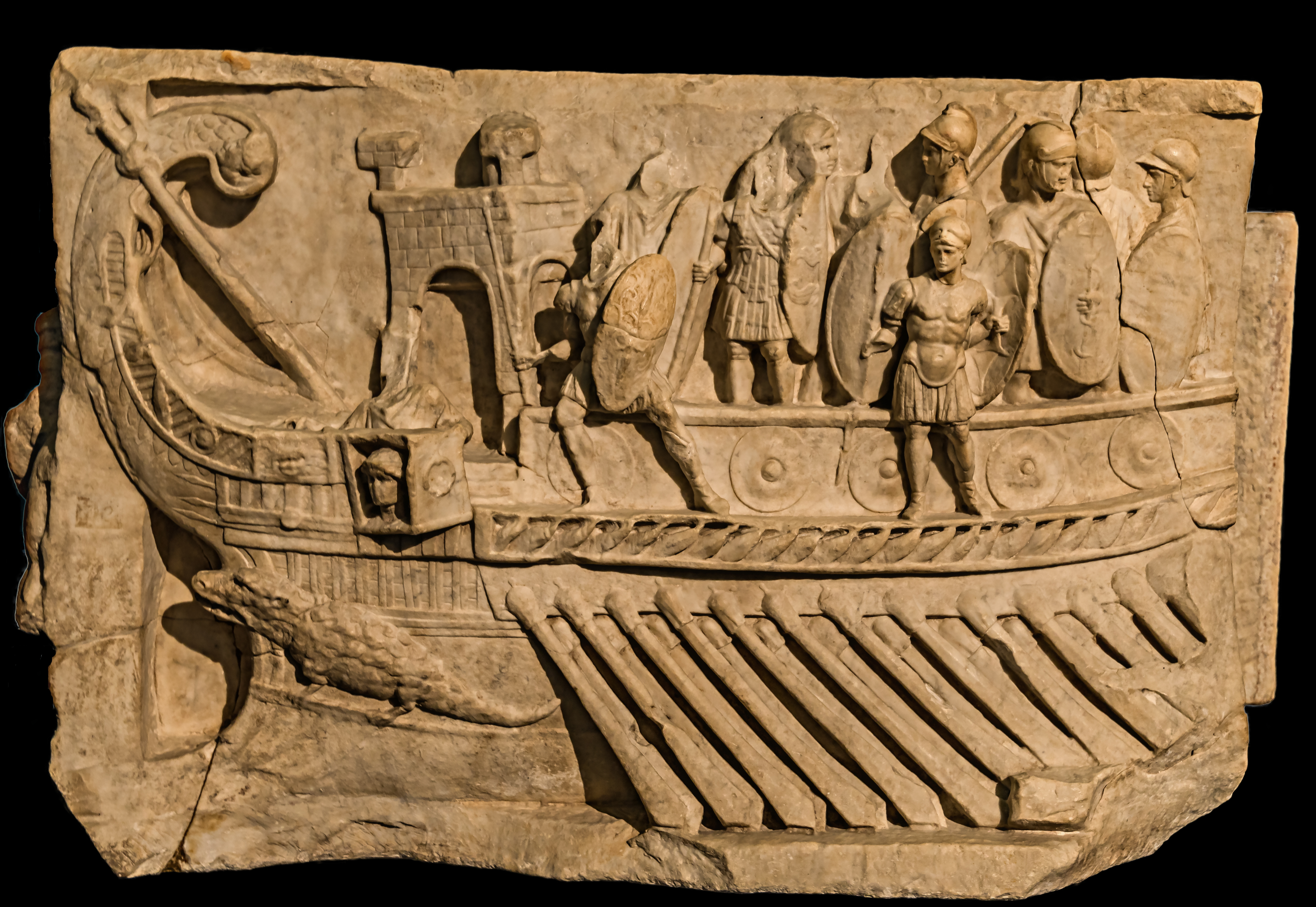
Reliefteil eines Grabmals aus dem Heiligtum der Fortuna Primigenia, das von einem Bürger aus Praeneste errichtet wurde, der wahrscheinlich in Octavians Flotte bei Actium 31 v. Chr. siegreich gekämpft hatte

Im Bürgerkrieg des Jahres 48 v. Chr. zeigte jedoch zunächst Pompeius erneut seine organisatorische Überlegenheit und sein strategisches Verständnis für Flottenoperationen, denen der von seinem Nachschub und dem Gros seines Heeres in Makedonien abgeschnittene Caesar zunächst nur sein sprichwörtliches „Glück“ entgegenzusetzen wusste, bevor die Kampferfahrung seiner Veteranen schließlich in der Landschlacht bei Pharsalos den Ausschlag gab.
Nach der Ermordung Caesars kam es immer wieder zu aufflammenden Bürgerkriegen und erneut zu bedeutenden Flottenoperationen, wobei die Anhänger Caesars zunächst deutlich unterlegen waren. Insbesondere Sextus Pompeius gelang es, in die Fußstapfen seines Vaters zu treten und eine Reputation als „Seeherrscher“ zu erlangen. Vom Senat zum Flottenpräfekten ernannt, zog er die römische Flotte zunächst in Massilia zusammen. Als er von den Caesarianern nach der Bildung des zweiten Triumvirats geächtet wurde, setzte er sich in den Besitz Siziliens und schnitt Italien von der Kornzufuhr ab. Während der sechs Jahre währenden Blockade schlugen die Admirale des Pompeius, zumeist freigelassene ehemalige Piraten aus dem Gefolge seines Vaters, mindestens sechs große Seeschlachten gegen die Schiffe Octavians, die meisten in der Straße von Messina. Erst 36 v. Chr. wurde ihre Macht in der Seeschlacht von Naulochoi durch Marcus Vipsanius Agrippa gebrochen, der einige technische Neuerungen wie katapultgeschleuderte Enterhaken mit verlängertem Eisenschaft einführte.
Einigen Anhängern des Pompeius gelang es, anschließend zu Marcus Antonius in den Osten zu entkommen, wo sie im Jahre 31 v. Chr. an der letzten großen Seeschlacht der römischen Bürgerkriege bei Actium teilnahmen, in der die Erfahrung Agrippas und die Beweglichkeit seiner kleineren Schiffe den Ausschlag gegen die schweren Triremen des Antonius und seiner ägyptischen Verbündeten Kleopatra VII. gab.

### Augustus

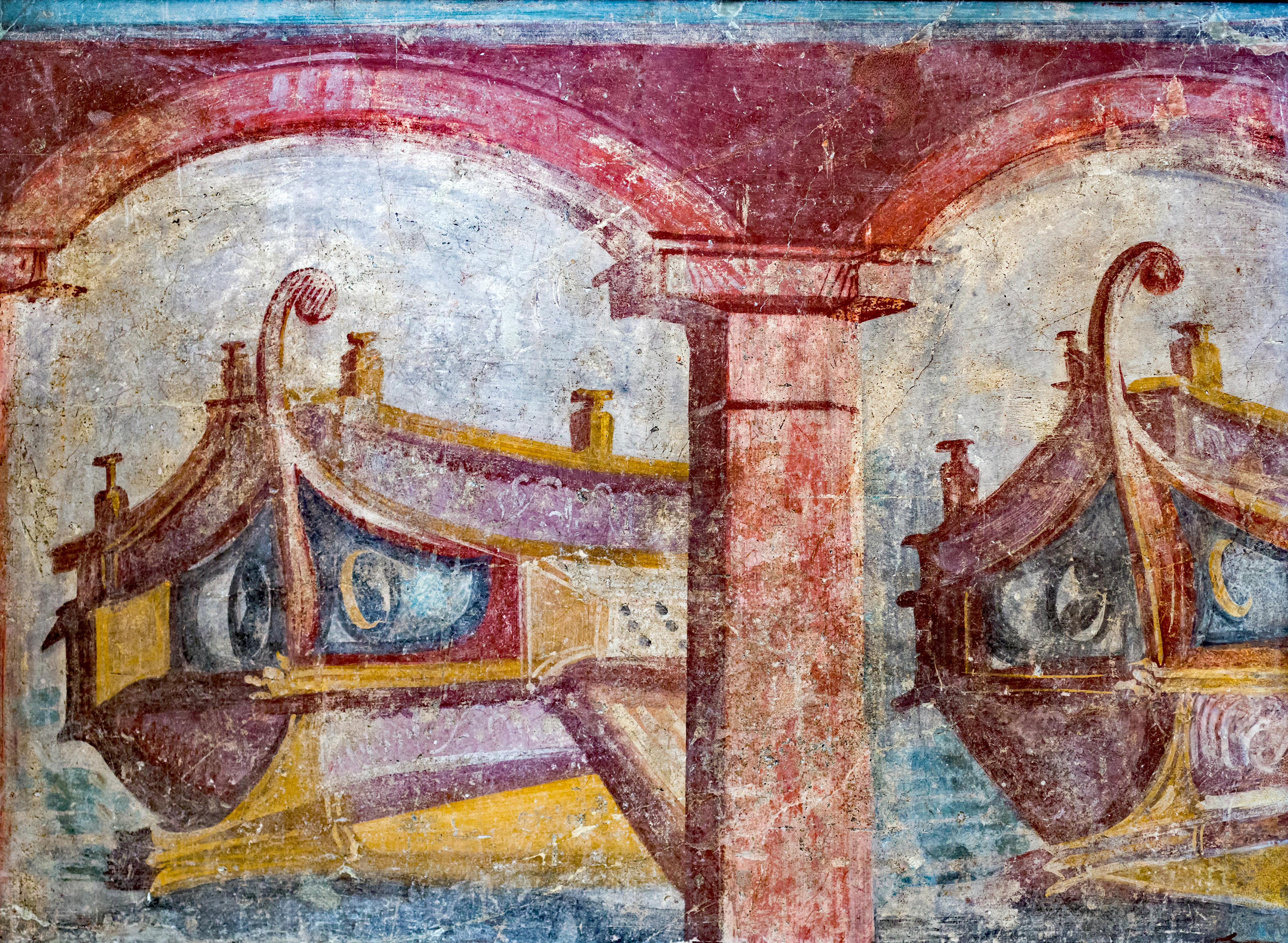
Kriegsschiffe in einem Fresko aus Pompeji

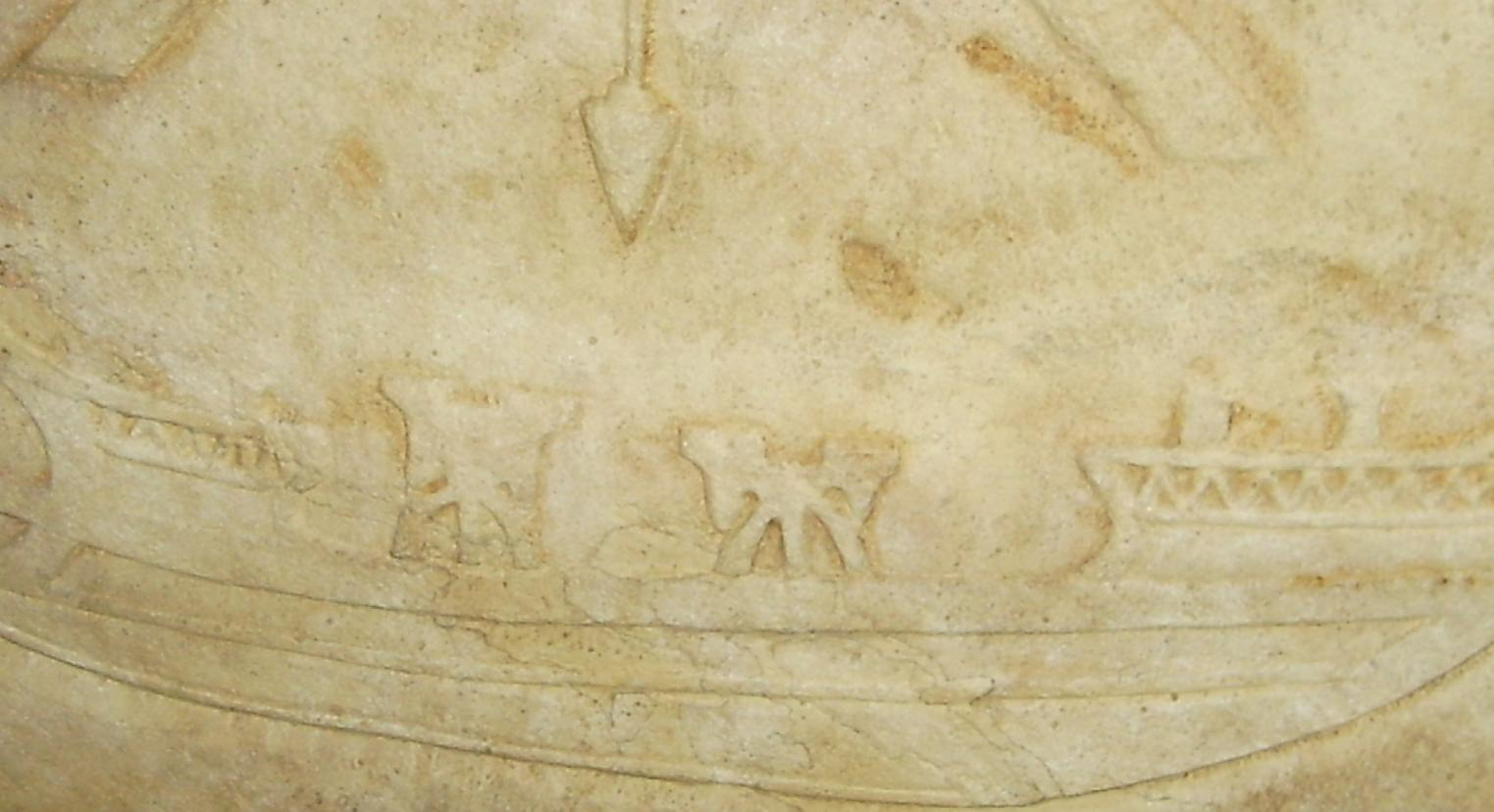
Relief eines römischen Kriegsschiffes mit Ballistae

Unter Augustus gab es nach der Eroberung Ägyptens vermehrt Forderungen in der römischen Wirtschaft, den Handel nach Indien auszuweiten. Hinderlich dabei war jedoch die arabische Kontrolle über jeden Seeweg nach Indien. Eine der ersten Marineoperationen unter Augustus bestand dementsprechend aus der Vorbereitung eines Feldzuges auf der arabischen Halbinsel: Aelius Gallus, Präfekt von Ägypten, ließ etwa 130 Transporter erbauen und verfrachtete so rund 10.000 Soldaten nach Arabien. Der anschließende Marsch durch die Wüste auf den Jemen scheiterte jedoch und die Pläne der Kontrolle über die Arabische Halbinsel mussten aufgegeben werden.
Am anderen Ende des Reichs, in Germanien, kam der Marine eine wichtige Rolle bei der Versorgung und dem Transport der Legionen zu. 15 v. Chr. wurde eine eigene Bodenseeflottille eingerichtet. Später nutzten die Feldherren Drusus, Tiberius und Germanicus Flotten, als sie versuchten, den Plan einer Ausdehnung des römischen Machtbereichs bis zur Elbe zu verwirklichen. 12 v. Chr. führte Drusus im Rahmen der Drususfeldzüge eine Flotte vom Rhein über Drususkanäle und Flevosee (Zuiderzee, das heutige IJsselmeer) zu den Friesen, die sich unterwarfen, und weiter über die Nordsee zur Emsmündung (Einnahme von Burcana, Schiffskampf auf der Ems gegen Einbäume der Brukterer). Im Folgejahr gerieten auch die Chauken an der südlichen Nordseeküste unter die römische Herrschaft. 5 n. Chr. konnten die römischen Kenntnisse über die Nord- und Ostsee im Rahmen eines militärischen Vorstoßes unter Tiberius bis zur Elbe deutlich erweitert werden (immensum bellum). Römische Flottenverbände erkundeten die Küsten Jütlands und fuhren in die Elbe ein, um das dort operierende Landheer zu versorgen. Unmittelbar nach der römischen Niederlage in der Varusschlacht 9 n. Chr. spielte die Flotte bei der Kontrolle oder Rückgewinnung der Küstenstämme eine nicht näher bestimmbare Rolle.

### Julisch-claudische Dynastie
15 n. Chr. führte Germanicus vier Legionen per Schiff zur Emsmündung, um von Norden aus nach Germanien vorzustoßen und die Ergebnisse der Varusschlacht zu revidieren (Germanicus-Feldzüge). Ein Jahr später ließ er 1.000 Schiffe bauen, um alle acht rheinischen Legionen mit Reiterei zur Emsmündung zu verbinden. Die Feldzüge gegen die von Arminius angeführte Stammeskoalition verfehlten allerdings ihr Ziel. Die Rückfahrt endete durch einen Sturm in einem Desaster.
Von 37 bis 85 spielte die römische Marine eine eminent wichtige Rolle bei der Eroberung Britanniens. Vor allem machte sich die classis Germanica durch zahlreiche Landeoperationen verdient.
46 unternahm das Militär einen Vorstoß über das Schwarze Meer und befuhr sogar den Don. 57 erreichte ein Expeditionskorps Sewastopol.
Unter Nero gelang es der Marine anscheinend, einige wichtige strategische Punkte für den Indienhandel zu erobern; es ist jedoch keine eigene Flotte im Roten Meer bekannt. Vielleicht waren für die Sicherung des Indienhandels Teile der alexandrinischen Flotte tätig.
Im Jüdischen Krieg von 66 bis 70 sahen sich die Römer gezwungen, jüdische Kriegsschiffe, die von einem Hafen im Gebiet des heutigen Tel Aviv aus operierten, an der israelischen Mittelmeerküste zu bekämpfen. Gleichzeitig kam es zu mehreren Flottillengefechten auf dem See Genezareth.

### Flavische Dynastie, Adoptivkaiser und Severer

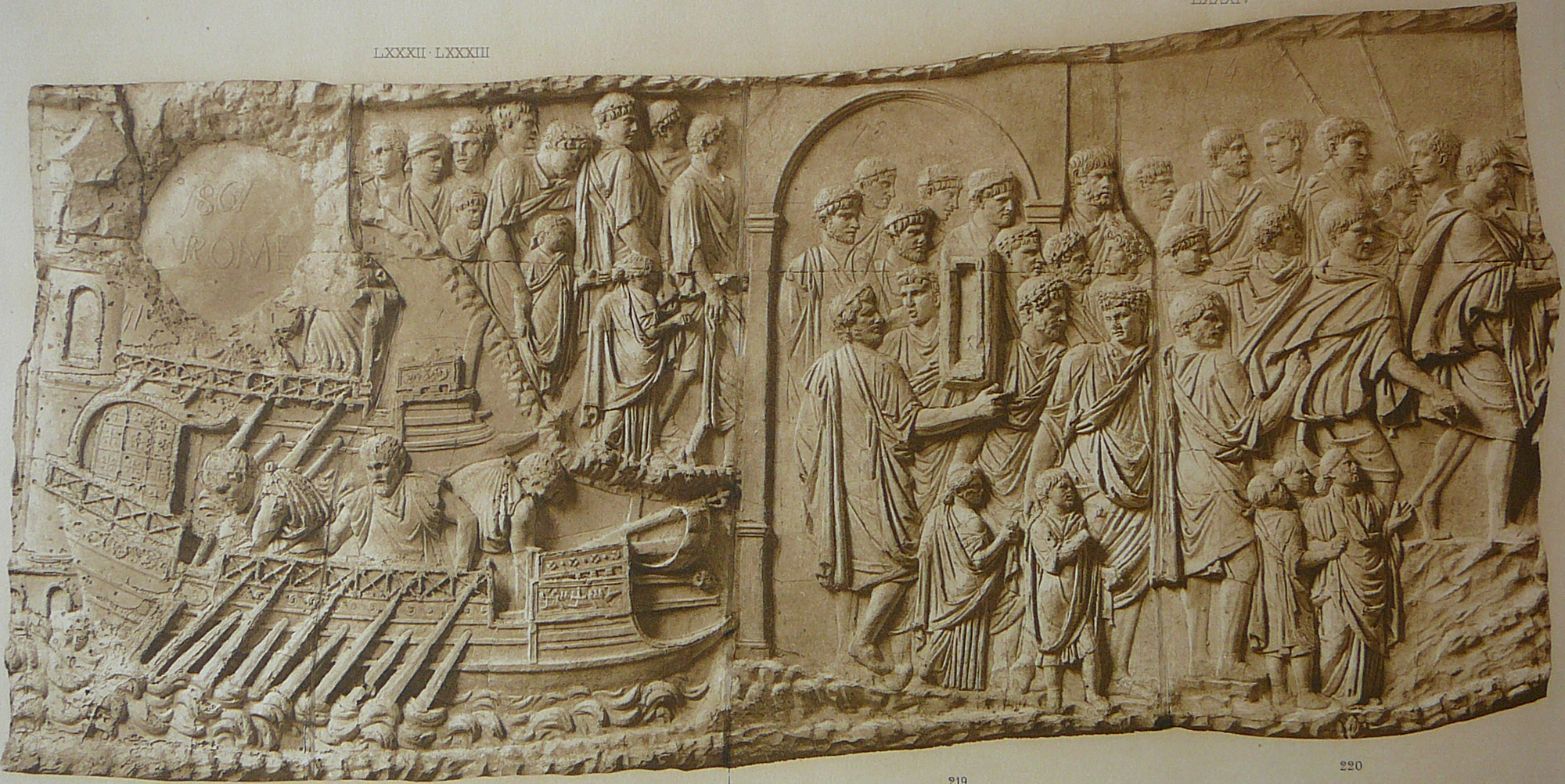
Abbildung von Classiari auf der Trajansäule (2. Jahrhundert)

Während des Bataveraufstandes des Iulius Civilis (69–70) geriet ein Geschwader der Rheinflotte durch Verrat in die Hände der Rebellen, diese konnten die Schiffe jedoch nicht zu einem entscheidenden Schlag gegen die feindlichen Flotten einsetzen. Die noch vorhandenen Schiffe gingen in kaiserliche Hand zurück, als Civilis auf offenem Feld geschlagen worden war.
In den Jahren 82 bis 85 unternahmen die Römer einen Feldzug gegen die Kaledonier im heutigen Schottland. In diesem Rahmen erhöhte die römische Marine ihre Aktivität an der schottischen Ostküste deutlich. Gleichzeitig wurden zahlreiche Expeditions- und Aufklärungsreisen gestartet. Bei diesen konnten die Römer kurzzeitig die Orkneyinseln erobern und erlangte Kenntnisse über die Shetlandinseln. Wahrscheinlich landeten die Römer sogar auf den Hebriden und in Irland.
Unter den Adoptivkaisern operierte die Marine hauptsächlich auf Flüssen; so spielte sie eine wichtige Rolle bei den Eroberungen Trajans in Dakien, und es wurde zeitweise eine eigene Flotte für Euphrat und Tigris gegründet. Auch in den Markomannenkriegen unter Mark Aurel fanden zahlreiche Kämpfe etwa auf der Donau und der Theiß statt.
In der Ägide der Severer fanden die einzigen bekannten militärischen Operationen der Marine unter Septimius Severus statt, der sie bei seinen Feldzügen entlang Euphrat und Tigris sowie in Schottland benutzte. Dabei gelangten römische Schiffe unter anderem in den Persischen Golf und an die Spitze der Britischen Inselgruppe.

### Krise unter den Soldatenkaisern und den Tetrarchen
Siehe auch: Reichskrise des 3. Jahrhunderts
Unter den Soldatenkaisern erlebte die Marine eine handfeste Krise, als unter Trebonianus Gallus erstmals Germanen am Schwarzen Meer eine eigene, schlagkräftige Flotte aufbauten. Durch zwei Überraschungsangriffe (256) auf römische Stützpunkte am Kaukasus und an der Donau gelangten zahlreiche Schiffe in die Hände der Germanen. Daraufhin wurden die Angriffe bis auf die Ägäis ausgeweitet; Byzanz, Sparta, Athen und andere Städte wurden geplündert und die dort zuständigen Provinzflotten stark geschwächt. Erst durch einen taktischen Fehler der Angreifer konnte der Ansturm aufgehalten werden.
268 erfolgte ein weiterer, um ein Vielfaches heftigerer Angriff der Germanen. Ein Teil der Invasionsflotte griff die Mittelmeerinseln Kreta, Rhodos und Zypern an, der andere machte Kurs auf Griechenland. Erneut hatten die Römer diesem Ansturm nichts entgegenzuhalten. Erst als sich die Germanen auf den Weg ins Landesinnere machten, konnte Claudius Gothicus sie besiegen.
286 sah sich das Römische Reich erneut einer großen Bedrohung ausgesetzt, als der aufständische Oberkommandeur der Britannischen Flotte Carausius Britannien und die gallischen Küstengebiete unter seine Gewalt brachte. Da nun mit einem Schlag die gesamte römische Kontrolle über Ärmelkanal und Nordsee verlorengegangen war, sah sich Diokletians Mitkaiser Maximian gezwungen, eine neue Nordflotte auszuheben, die jedoch aufgrund mangelnder Übung fast sofort durch einen Sturm vernichtet wurde. Erst unter dem Caesar Constantius Chlorus sah sich die Marine ab 293 wieder in der Lage, römische Truppen nach Britannien zu befördern. Durch einen Zangenangriff auf London konnte die abtrünnige Provinz wiedergewonnen werden.
Johannes Lydos (6. Jahrhundert) spricht auf Grundlage älterer Quellen von 45.562 Marineangehörigen zur Zeit von Diokletian und den übrigen Tetrarchen.

### Spätantike (4. bis 7. Jahrhundert)
Wie weiter oben schon beschrieben, wurden dann ab 330 die beiden Hauptflotten nach Konstantinopel verlegt. Klassische Seeschlachten fanden nun nur mehr selten statt; bezeugt ist so etwa ein wichtiger Sieg des Crispus über die Flotte des Licinius 324. Dennoch kam der spätrömischen Flotte im 5. und 6. Jahrhundert noch einige Bedeutung zu; erwähnt seien die Vernichtung der Schiffe des Gainas im Jahr 400 und aufwendige Flotteneinsätze im Kampf gegen den Vandalen Geiserich im 5. Jahrhundert. Insbesondere während des 4. Jahrhunderts kam zudem der Rhein- und Donauflotte eine wichtige Rolle bei der Sicherung der Nordgrenze des Imperiums zu.
Eine größere oströmische Flottenoperation gegen die Vandalen musste 441 aufgrund von Angriffen an anderen Fronten abgebrochen werden. Niederlagen der römischen Flotte gegen Geiserich gab es unter Kaiser Majorian vor Spanien (460) und vor allem 468 unter Kaiser Anthemius vor der Küste Nordafrikas. Damals scheiterte die wohl größte Seeoffensive der Spätantike durch das Versagen der römischen Führung und den Einsatz von Brandschiffen durch die Vandalen.
Als Westrom im 5. Jahrhundert von Bürgerkriegen und Invasionen erschüttert wurde, spielte die Flotte, deren Unterhalt man sich bald nicht mehr leisten konnte, ansonsten aber keine entscheidende Rolle mehr. Dies gilt vor allem für die Jahre nach 439, als die Vandalen faktisch die Seeherrschaft im westlichen Mittelmeer errungen hatten. Die in Ostrom stationierten Flotten wurden hingegen zum Grundstock der Marine des byzantinischen Reiches; so attackierte diese 508 die Küsten des Ostgotenreichs. In ihr wurden noch unter Justinian (527 bis 565) Triremen, zunehmend aber die neu entwickelten Dromonen verwendet; Konstantinopel selbst wurde von einer Flotte aus Liburnen geschützt. 533 gelang ein spektakuläres Landeunternehmen kaiserlicher Truppen in Nordafrika, das zum Ende des Vandalenreiches führte; beteiligt waren mehrere hundert Schiffe und etwa 30.000 Soldaten und Mannschaften. Auch bei der Rückeroberung Siziliens spielte die Flotte kurz darauf eine maßgebliche Rolle. Um 550 beherrschten (ost-)römische Schiffe daher noch einmal das Mittelmeer, und 626 spielten sie eine wichtige Rolle bei der Verteidigung Konstantinopels gegen Awaren und Sassaniden. Dreißig Jahre später verlor man dann aber die Seeherrschaft in der Schlacht von Phoinix (655) für einige Zeit an die muslimischen Araber, und die kaiserliche Flotte beschränkte sich vorerst nur mehr auf den Schutz der Hauptstadt. Aus ihr ging schließlich die byzantinische Flotte hervor.

## Mannschaften und Offiziere

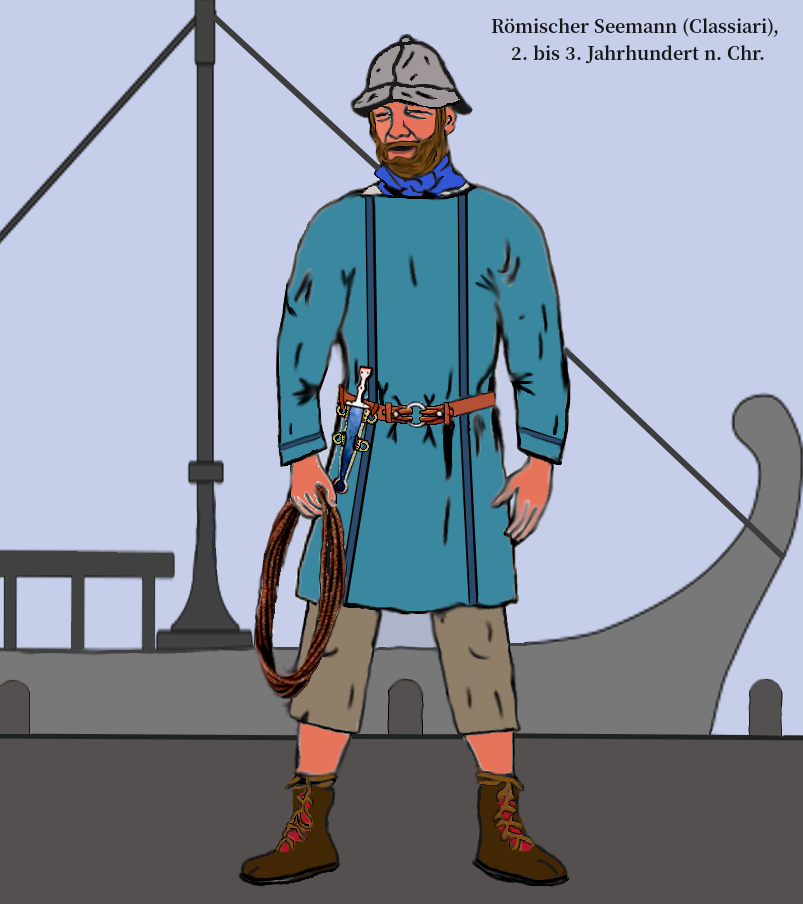
Classiari, spätes 2. oder frühes 3. Jahrhundert n. Chr.

Die Mannschaft (classiari/classici) auf römischen Schiffen unterteilte sich in zwei Gruppen, das nautische Personal und die Marineinfanterie. Ihre Dienstzeit betrug 26 Jahre (Legionär 20 bis 25 Jahre), ab dem 3. Jahrhundert 28 Jahre, vereinzelt weiß man auch von noch längeren Dienstzeiten. Nach ihrer ehrenvollen Entlassung (honesta missio) wurden sie mit Geld oder Land abgefunden und erhielten in der Regel auch das Bürgerrecht zugesprochen. Heiraten war ihnen erst nach Beendigung des aktiven Dienstes gestattet.

### Seeleute
Die Ruderer (remiges) und Seeleute (nautae) galten laut Ulpian (in classibus omnes remiges et nautae milites sunt, Digesta 37,13,1,1) als vollwertige Soldaten (milites), im Gegensatz zu herkömmlichen Seeleuten, und waren für ihre Tätigkeit sorgfältig ausgebildet worden. Sie mussten persönlich frei sein, aber im Unterschied zu den Legionären nicht das römische Bürgerrecht besitzen (dies erhielten sie vielmehr ggf. bei ehrenhafter Entlassung). Der subunctor verteilte Olivenöl an die Mannschaft, das gegen Sonnenbrand schützte. Ruderer und seemännisches Personal nahmen für gewöhnlich nicht am Kampfgeschehen teil, doch wird dies auf den kleineren Flusskampfschiffen unumgänglich gewesen sein, d. h. diese Boote wurden wohl (vor allem in der Spätantike) von den Marineinfanteristen selbst gerudert.
Für religiöse Angelegenheiten waren der victimarius und der coronarius zuständig. Ersterer organisierte die Schlachtung der Opfertiere. Letzterer hatte vor einer Opferhandlung für den Schmuck des Schiffes zu sorgen und sich um für den Kult der Schiffsgottheit (tutela navis) zu kümmern. Sie wurden aus dem seemännischen Personal ausgewählt und traten nur an Festtagen in Erscheinung, ansonsten verrichteten sie ihren normalen Borddienst.
Zur Gruppe der höheren Chargen (principales) zählte der Rudermeister (celeusta oder pausarias); er hatte die Befehlsgewalt über die Ruderer, wählte sie aus und war auch für ihre Ausbildung verantwortlich. Sein wichtigster Gehilfe war der Taktgeber (symphonieacus od. pituli), der den unteren Mannschaftsgraden angehörte und den Riementakt durch Schläge auf einer Trommel (tympanon) oder Flöte angab. Auf Transportschiffen übernahm ein Schlagmann (portisculus) mit seinem Schlagholz diese Aufgabe. Auf einer navis lusoria, dem typischen spätantiken Flusskampfschiff, wurde er praeco genannt.
Ein weiterer Unteroffizier, der Segelmeister (velarius duplicarius) war für die Besegelung verantwortlich; auch der Schiffszimmermann (faber navalis) zählte zu den duplicarii (= doppelter Sold).
Rechte Hand des Schiffskommandanten war der beneficiarius trierarchi, er erledigte die anfallenden Verwaltungs- und Logistikaufgaben und war – von der Liburne aufwärts – auf jedem römischen Kriegsschiff anzutreffen. Ihm assistierten wiederum als Stellvertreter der secutor trierarchi, ein Zahlmeister (scriba trierarchi), ein Schiffsschreiber (exceptor) und sein Gehilfe (librarius). Von Grabinschriften ist auch die Existenz von Sanitätspersonal (medicus duplicarius) bei den römischen Flotten nachgewiesen.
Zum weiteren nautischen Personal gehörte der Untersteuermann (proreta), der an Bord in etwa dem Rang eines zweiten Offiziers entsprach. Er war Wachhabender, im Wesentlichen für das Vorschiff (prora) und auch die Navigation verantwortlich. Während eines Gefechtes unterstand ihm das gesamte seemännische Personal. Zudem oblag ihm die Leitung von Instandhaltungsarbeiten auf seinem Schiff.
Der wichtigste nautische Offizier war der Steuermann (gubernator) der dem 1. Offizier gleichkam. Sein Platz befand sich Achtern, wo sich auch der Schiffsführer befand. Bedient wurden die Steuerruder jedoch nicht vom Steuermann selbst, sondern von ein oder zwei Rudergängern (je nach Größe des Schiffes) die aus den Ruderern ausgewählt wurden.
Der Schiffskommandant wurde als trierarchus, abgeleitet vom griechischen Trierarchen (dem Ausrüster einer Triere), bezeichnet. Er hatte die absolute Befehlsgewalt über Schiff und Besatzung. Der centurio classicus, der Befehlshaber der Marineinfanterie, war ihm ranggleich. In allen seemännischen Belangen hatte jedoch der trierarchus die letzte Entscheidungsgewalt. Er ist auch als Befehlshaber von kleineren Flottenstationen bekannt. Seit dem 2. Jahrhundert war er dem Zenturio des Landheeres ranggleich. Ab dem 3. Jahrhundert verschwindet der trierarchus aus den Quellen. Er wird durch den nauarchus ersetzt, dessen Titel sich ebenfalls aus dem Griechischen ableitet.
Der nauarchus war ursprünglich Befehlshaber einer Flottille oder manchmal auch Kommandant des Flaggschiffes. Ab dem 3. Jahrhundert sank er zu einem einfachen Schiffskommandanten herab. Diesen Dienstgrad bekleideten neben römischen Bürgern auch Fremde (peregrini) die nach Ablauf ihrer Dienstzeit das römische Bürgerrecht erhielten. Auch viele Freigelassene befanden sich unter diesen Dienstgraden. Ab der Herrschaft des Vespasian (69–79) wurden diese Stellen aber nur mehr mit römischen Bürgern besetzt.
Flottillenchef war der nauarchus princeps oder nauarchus archigybernes. Er entspricht in etwa dem Dienstgrad eines heutigen Konteradmirals. Seit dem frühen 2. Jahrhundert war er einem Legionszenturio im Rang gleichgesetzt.
Im 3. Jahrhundert wurde der Rang des Flottentribunen geschaffen (tribunus classis), der die Aufgaben des Flottillenbefehlshabers vom 1. Nauarchen übernahm. Später nannte man ihn tribunus liburnarum (= Tribun der Kriegsschiffe). Er war der ranghöchste taktische Offizier, römischer Bürger und entstammte dem Ritterstand (eques).

### Marineinfanterie

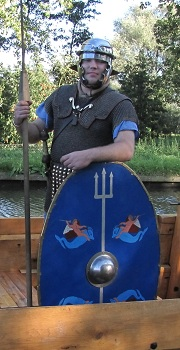
Römischer Marinesoldat (2. Jahrhundert n. Chr.)

Der einfache römische Seesoldat wurde manipularius, marini oder milites classicorum genannt. Epibeta war in der römischen Kaiserzeit ein sehr selten gebrauchter Begriff für einen Flottensoldaten. Er bezeichnet speziell den Marinesoldaten im Gegensatz zu den mit nautischen Aufgaben betrauten Besatzungsmitgliedern. Der Marineinfanterie oblag die Bedienung der Geschütze und sonstigen Kampfmittel an Bord sowie die Führung des Enterkampfes nach den Regeln des Landkrieges. Sie wurden für jede Operation eingeschifft und waren in den Flottenstationen kaserniert. Je nachdem wie sie eingesetzt wurden, erhielten sie auch eine spezielle Waffenausbildung:
- hoplites (Schwerer Infanterist),
- artifex (Artillerist),
- funditor (Schleuderer),
- sagittarius (Bogenschütze)

Die Dienstgrade entsprechen in etwa denen des Landheeres:
- tiro (Rekrut),
- manipularius (Gemeiner),
- immunis (Gefreiter),
- duplicarius (Doppelsöldner),
- dolator (Axtmann, er kappte die Taue von feindlichen Enterhaken),
- discens epibeta/circitor (Unteroffizier, Anführer von 10 Mann [manipulus]),
- custos armorum (Waffenmeister)

Principales:
- suboptio navalorum (Unterführer, im Landheer tesserarius),
- optio ballistariorium (Geschützmeister),
- vexillarius (Standartenträger, führte auch kleinere taktische Verbände),
- signifer,
- aquilifer (Adlerträger),
- optio spei (Stv. des Schiffszenturios)

Die optiones unterstützten den Befehlshaber der Seesoldaten auch bei den administrativen und taktischen Aufgaben. Eine centuria classica entsprach zahlenmäßig einer Zenturie des Landheeres. Der centurio classicus befehligte die gesamte Marineinfanterie eines Kriegsschiffes. Die Zenturie war die größte taktische Einheit, Kohorten gab es bei der Flotte nicht. Der Flottenzenturio zählte als Offizier und war auch der höchste Dienstgrad bei den Seesoldaten. Er erhielt aber weniger Sold als seine Kollegen vom Landheer.
Die Signalgeber (aeneatores) gehörten ebenfalls der Marineinfanterie an. Sie unterteilten sich in den Hornisten (cornicen) und den Tubabläser (tubicen). Auf Triremen gab es hierfür auch noch einen dritten Mann, den Trompeter (bucinator). Sie waren meist nur auf dem Schiff des Flottenbefehlshabers anzutreffen. Ihre Aufgabe war die akustische Weitergabe von Kommandos für den Angriff, das Loswerfen der Leinen, Ablegemanöver, Wachwechsel usw.
Die in Noricum und Pannonien stationierten Legionen hatten ab der Spätantike offensichtlich eigene Flottenabteilungen. Die Bestätigung hierfür liefert die Notitia Dignitatum. Darin werden unter anderem für die Spätantike Legionen und ihre Garnisonsstandorte aufgelistet, die unter dem Oberkommando eines Dux standen. Bei einigen dieser Einheiten werden zusätzlich Liburnarii genannt. Diese Marinesoldaten wurden nach ihren zillenartigen Booten (Liburnae) benannt, erfüllten vorwiegend die Aufgaben von Pionieren und wurden für Patrouillenfahrten eingesetzt.

## Flottenkommando

Diagramm eines Corvus

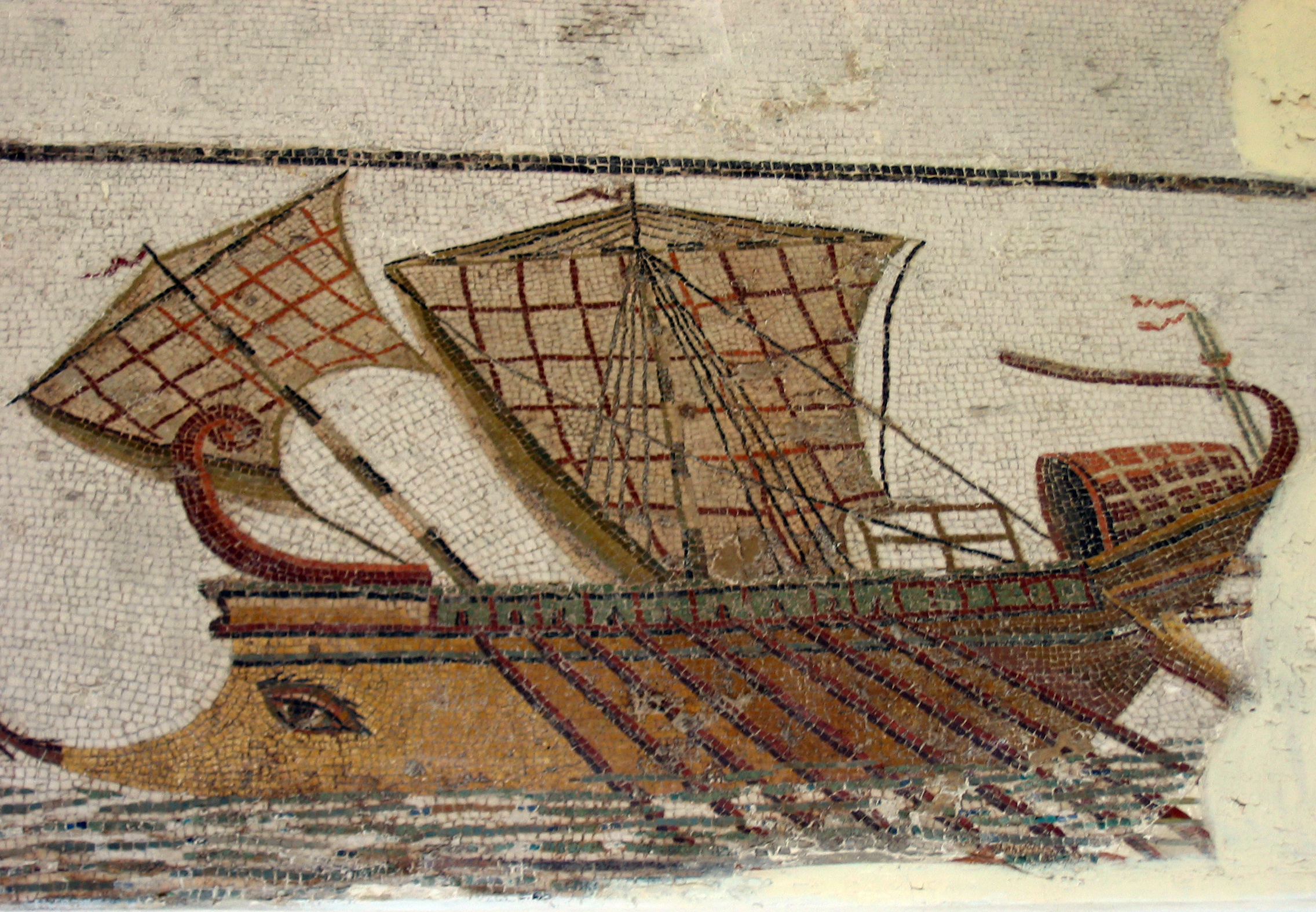
Römisches Kriegsschiff (Mosaik, Tunesien)

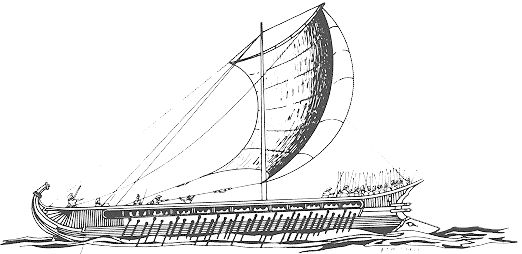
Trireme

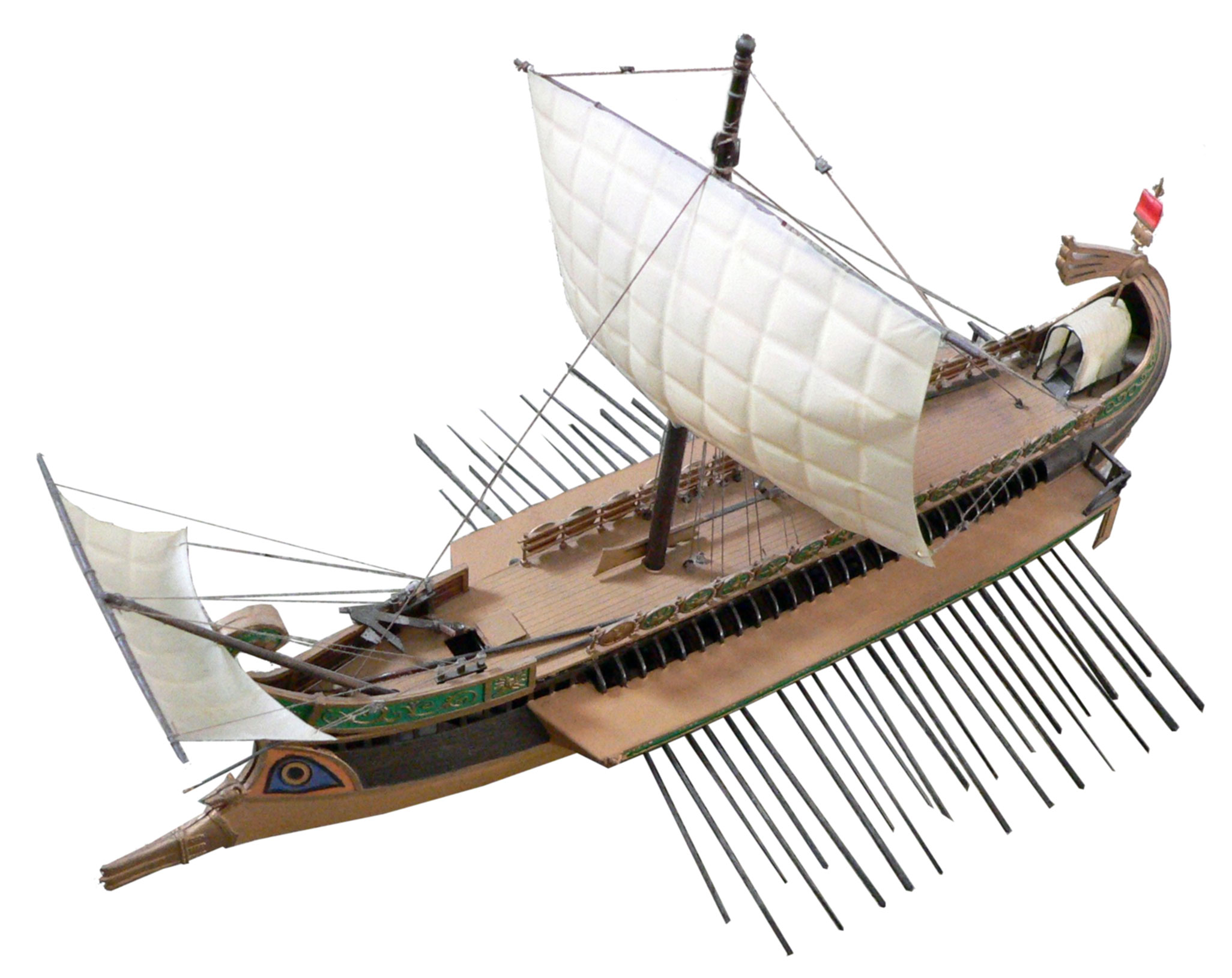
Modell einer römischen Bireme

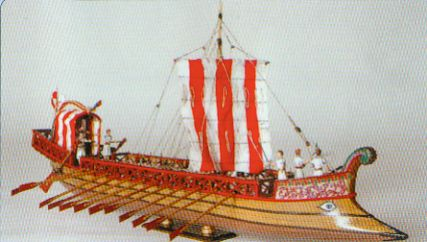
Römische Flussliburne

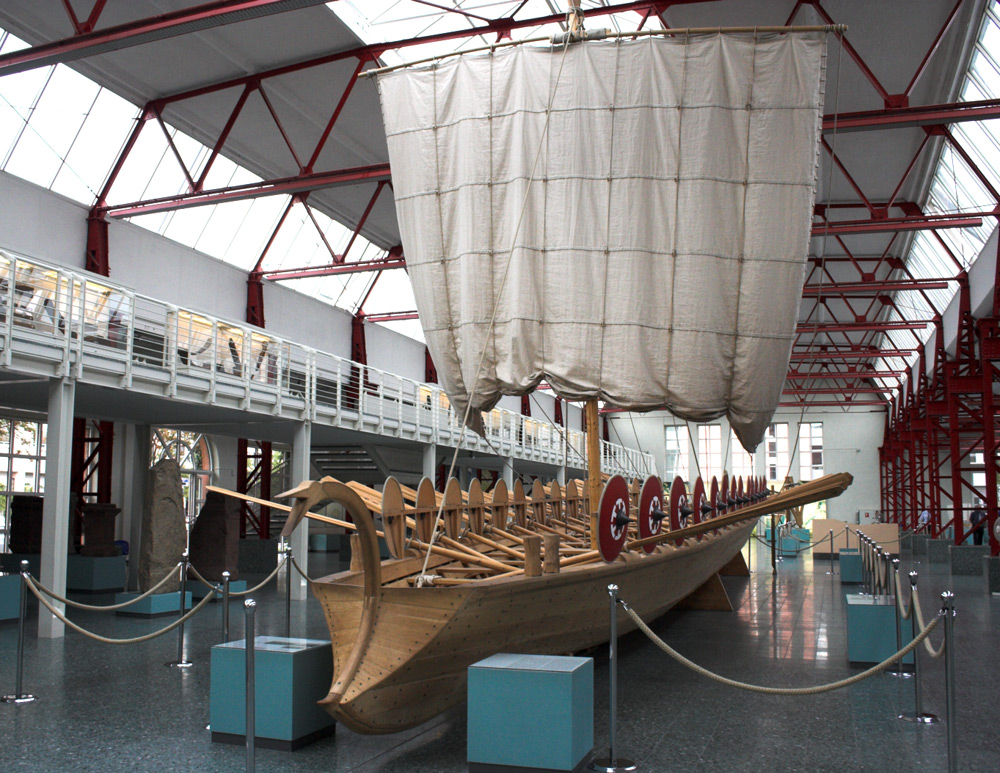
Spätantike Navis Iusoria, (Flusskampfschiff) im Museum für Antike Schifffahrt

In der Republik konnten verschiedene Magistrate Flottenbefehlshaber sein, so Konsuln, Prätoren oder Promagistrate, aber auch Legaten oder Präfekten. In der Kaiserzeit unterstand jede Provinzialflotte einem praefectus classis, der dem Statthalter der jeweiligen Provinz untergeordnet war. Die taktische Führung oblag ihm nicht; er hatte in der Mehrzahl administrative Aufgaben. Die classis Germanica und die classis Britannica rangierten vor allen anderen Provinzflotten. Deren Präfekten hatten meistens vorher schon das Amt eines Procurators innegehabt.
Für die Flotten von Misenum, Ravenna und Alexandria ist inschriftlich ein Unterpräfekt (subpraefectus) nachgewiesen, der dem Flottenpräfekten als Stabschef und Stellvertreter zur Seite stand.
Unter dem Präfekten rangierte der praepositus classis, der auch selbstständige Kommandos übernahm. Zu jeder Flotte gehörten meist zwei dieser Offiziere.
Die oben genannten Offiziere verfügten jeweils über ihren eigenen Stab mit deren Adjutanten. Der ranghöchste von ihnen war der cornicularius, eine Art Vorsteher des Büros (officium), der die beneficiarii oder officiales (Schreiber, Logistiker, Buchführer, Stabswachen, Bautechniker etc.) beaufsichtigte.

## Schiffstypen und Entwicklung
Im Vergleich zu den Griechen und Karthagern hatten die Römer keine Schiffsbautradition; sie übernahmen anfangs einfach fremde Ideen und Konstruktionen und entwickelten sie weiter. Die erste römische Flotte, welche zu Beginn des 1. Punischen Krieges auf Kiel gelegt wurde, bestand aus Kopien einer auf Sizilien gestrandeten karthagischen Quinquereme. Zuvor unterhielt der römische Staat, außer einigen kleineren Schiffen seiner italischen Bündnispartner, keine eigenen Kriegsschiffe.
Dass die Stärke des römischen Militärs vor allem im Landkampf lag, zeigt sich an der einzigen aus eigenem entwickelten Neuerung, die die römischen Techniker während des 1. Punischen Krieges einführten: der Quinquereme mit einem corvus („Rabe“), einem acht Meter hohen Pfahl, an dem eine schwenkbare, zwölf Meter lange Enterbrücke mit dem – namensgebenden – Eisensporn am Ende befestigt war. Sobald eine römische Quinquereme nahe genug an ein feindliches Schiff kam, ließ die Schiffsmannschaft die Brücke auf jenes fallen, sodass die Seesoldaten das gegnerische Schiff relativ problemlos stürmen konnten. Allerdings wurde der corvus offenbar nach kurzer Zeit wieder abgebaut, da er die Schiffe bei hohem Seegang gefährlich instabil machte.
Eine andere Besonderheit der römischen Flotten während der späten Republik waren die Großkampfschiffe, extrem stabile und hochgebaute Schiffe, die allerdings nicht für den Seekampf gebaut waren. Mit diesen Schiffen, die nur schwer zu rammen und kaum zu entern waren, konnten große Massen an Soldaten und schwerem Kriegsgerät transportiert werden. Die auf diesen Schiffen montierten Katapulte vermochten feindlichen Einheiten schwere Schäden zuzufügen.
Zur Fortbewegung wurden vermutlich in erster Linie die Segel eingesetzt, die Ruderer vor allem zum Manövrieren und bei Flaute.
In der Kaiserzeit bestand die römische Flotte vor allem aus folgenden Schiffstypen:
- Triremen (mittelschwere, dreirangige Schlachtschiffe),
- Liburnen (leichte Kampfschiffe) mit zwei Reihen von Ruderern, einem illyrischen Schiffstyp nachempfunden,
- naves actuariae (Flottentransporter).

In der Spätantike kamen die Schiffstypen mit mehreren Ruderreihen (Trireme, Liburne) großenteils außer Gebrauch und wurden durch Schiffe in einreihiger Bauweise (z. B. Navis lusoria) abgelöst.
Eine Reliefplatte (gef. 1859) überliefert den Namen einer Triere der Classis Britannica, Radians, deren Besatzung ein Denkmal für Apollo oder Sol in Frencq gestiftet hatte.

## Navigationstechniken in der römischen Marine
In den Anfängen der antiken (bzw. römischen Zeit), maritimen Schifffahrt hielt man sich nach Möglichkeit in Sichtnähe zur Küstenlinie auf. Man orientierte sich nach auffälligen Landmarken und wich Gefahrenstellen wie Untiefen, Klippen oder Sandbänken durch tradierte Kenntnisse und Erkenntnisse aus eigenen Beobachtungen aus. Auch wurde das Steinlot zum Messen der Wassertiefe eingesetzt. Ferner erhielten die sich ändernden jahreszeitlichen Windverhältnisse eine wichtige orientierende Bedeutung. Die Orientierung am Verlauf der Küste bzw. den sichtbaren Gestirnen wurde bei unsichtigem Wetter etwa mit Starkregen oder dichtem Nebel höchst problematisch. Da stürmische Wetterlagen in den Wintermonaten im Mare Mediterraneum vermehrt auftraten, war die antike Seefahrt meist auf die Monate zwischen Anfang April und Mitte November eingeschränkt.
Auch die einfache astronomische Navigation, Sonnen- und Mondstand, Sternenbeobachtung, waren wichtig. In der Nacht richtete man sich nach dem  am Nordhimmel sichtbaren Großen Wagen.
Wenn ein senkrechter Stab (Gnomon) bei ruhigem Seegang den kürzesten Schatten warf, war es Mittag. In dieser Richtung war auch Norden, entgegengesetzt dann Süden und im rechten Winkel dazu Osten bzw. Westen.

## Dokumentationen
- Die Flotte der Römer. Dokumentation. ZDF, abgerufen am 2. Februar 2025 (ZDF 2024 in Zusammenarbeit mit arte und ZDF STUDIOS. Ein Film von Peter Prestel. Unter Mitwirkung von Christoph Schäfer, Pascal Arnaud, Pascal Warnking, Marina Lo Blundo, Jose Remesal Rodriguez, Havva Iskan Isik, Alexandra Busch, Ronald Bockius und Eva Martha Eckkrammer; 53 Minuten).